# Superior (Arizona)
Superior è una città degli Stati Uniti d'America, situata nello Stato dell'Arizona, nella Contea di Pinal.